# Клайн, Натаниэл
Натаниэ́л Э́двин Клайн (англ. Nathaniel Edwin Clyne; родился 5 апреля 1991 года, Лондон) — английский футболист, правый защитник лондонского клуба «Кристал Пэлас».

## Биография
Родился в семье эмигрантов из Гренады в проблемном районе Лондона Стоквелл. В детстве он был проблемным подростком и несколько раз даже был вовлечён в перестрелки. В 9 лет был примечен главой центра развития «Эфьюи Академи», который занимается воспитанием проблемных подростков путём их приобщения к футболу.
Когда Натаниэлю было 10 лет, он отправился на просмотры в лондонский «Арсенал». Играя на позиции вингера, продемонстрировал великолепный дриблинг и сумел забить четыре мяча, однако скауты «канониров» сочли его слишком маленьким. В 14-летнем возрасте Клайн успешно прошёл просмотры в «Кристал Пэлас».

## Клубная карьера

### «Кристал Пэлас»
18 октября 2008 года дебютировал за «Кристал Пэлас» в матче чемпионата против «Барнсли». 20 октября того же года подписал с клубом трёхлетний контракт, а Нил Уорнок заявил, что у Клайна «большое будущее». В сезоне 2009/10 выступал в составе «Кристал Пэлас» в рамках Чемпионшипа. В первой половине сезона редко попадал в стартовый состав, сыграв всего в шести матчах. В декабре забил дебютный гол в составе «Пэлас», поразив ворота «Рединга» на выезде (2:4). В зимнее трансферное окно 2010 года «Кристал Пэлас» принял предложение «Вулверхэмптона» о трансфере Клайна, однако сам футболист отказался от перехода к «волкам», выступавшим на тот момент в Премьер-лиге.
В сезоне 2010/11 не пропустил ни единой встречи чемпионата и ни разу не был заменён в 42 матчах. В конце сезона был признан игроком года в «Кристал Пэлас», а также стал лучшим молодым игроком года во всей английской лиге. По итогам сезона 2011/12 попал в символическую сборную Чемпионата Футбольной лиги.

### «Саутгемптон»

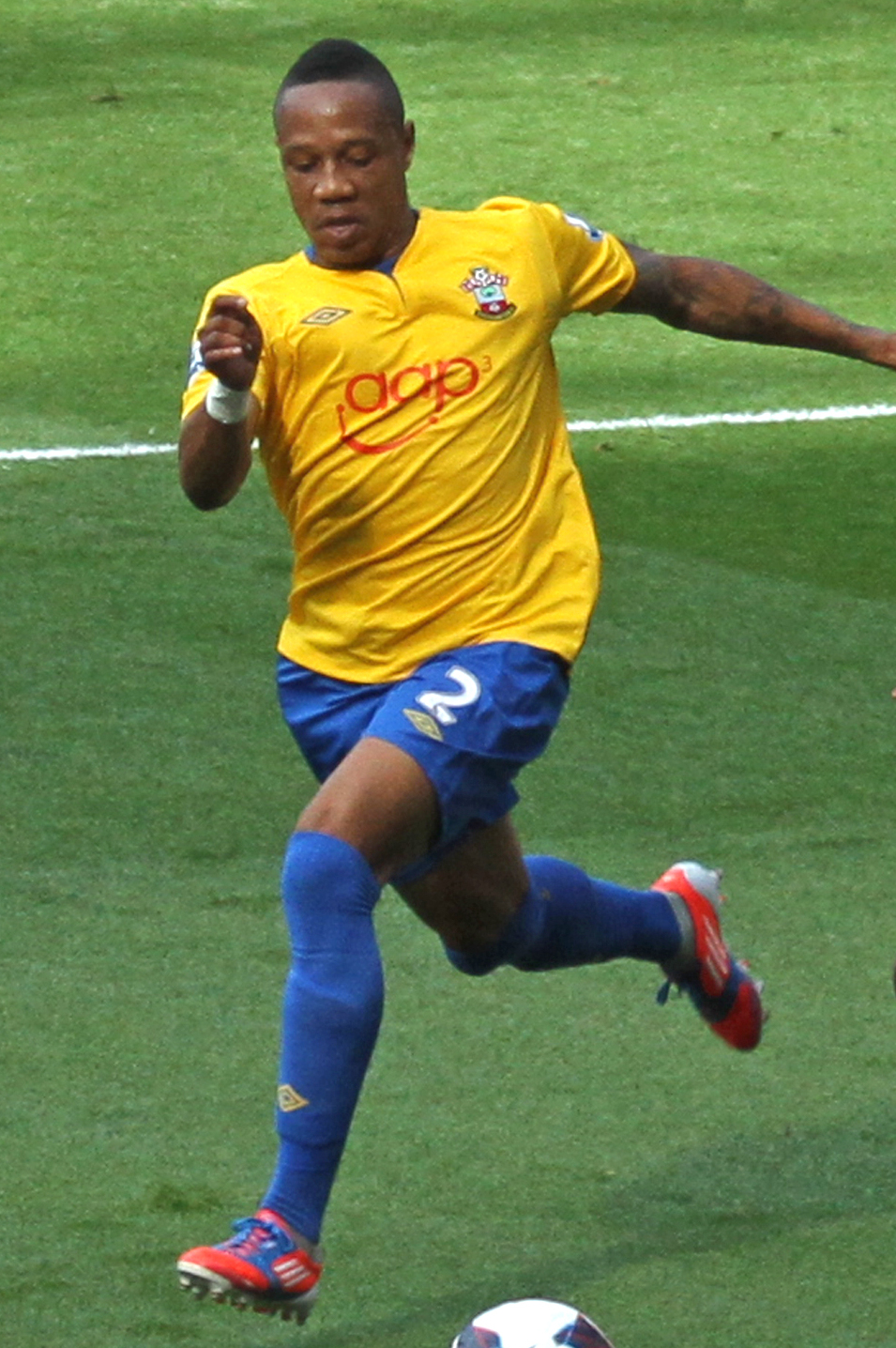
Клайн в составе «Саутгемптона»

19 июля 2012 года Клайн перешёл в вышедший в Премьер-лигу клуб «Саутгемптон», подписав со «святыми» 4-летний контракт. 19 августа дебютировал в Премьер-лиге в матче против «Манчестер Сити», отыграв на поле все 90 минут. Первая половина сезона 2012/13 выдалась для «Саутгемптона» очень тяжёлой. Новичок Премьер-Лиги разгромно уступил «Арсеналу» (1:6) и не очень удачно играл против середняков первенства. Клайн все это время являлся основным защитником команды и даже отметился дебютным голом в поединке против «Астон Виллы» (4:1). Во втором круге ситуация изменилась, «святые» стали меньше пропускать и вскоре покинули зону вылета. Во время зимнего перерыва команду возглавил Маурисио Почеттино, который использовал схему с тремя центральными защитниками. Клайн в этой схеме либо играл роль третьего защитника, либо опускался в опорную зону.
В сезоне 2013/14 «Саутгемптон» стал одним из открытий английского первенства. Показал стабильную игру в обороне. В первых десяти турах «святые» пропустили всего 7 мячей, а Клайн четырежды оказывался в символической сборной турнира. Долгое время «южане» находились в районе еврокубков, но постоянные травмы во второй половине сезона и неудачные выступления в отдельных матчах отбросили их в середину турнирной таблицы. Клайн забил один гол и раздал семь голевых передач. Во второй половине сезона был вынужден конкурировать за место в основе с Калумом Чемберсом. Летом 2014 года «Саутгемптон» попытался продлить своего футболиста, однако он взял время на раздумье. Новый наставник «святых» Рональд Куман, также как и Почеттино, экспериментировал с обороной и при необходимости отправлял Клайна в опорную зону, либо в центр обороны. В первых 25 турах «святые» пропустили 17 мячей, являясь лучшей командой в данном показателе. Сам Клайн забил один мяч в выездном поединке против «Астон Виллы» и спас свою команду от поражения (1:1). При этом игрок очень плодотворно действовал в нападении — сказывалось прошлое вингера.
В зимнее трансферное окно «Манчестер Юнайтед» вновь попытался купить Клайна. «Красные дьяволы» готовы были выложить за игрока сборной Англии до 17 млн. фунтов, однако «святые» отказались продавать ведущего защитника посреди сезона. Сам Натаниэл впоследствии сказал, что хочет остаться в «Саутгемптоне», а переговоры по новому контракту начнёт в апреле. В это же время британские СМИ одновременно заявляли об интересе к Клайну со стороны «Ливерпуля», но наставник «святых» отверг слухи.

### «Ливерпуль»
1 июля 2015 года перешёл в «Ливерпуль» за 12,5 млн фунтов. Дебютировал за новый клуб 9 августа в матче 1-го тура АПЛ против «Сток Сити» (1:0).
С 3 января 2019 года на правах аренды до конца сезона перешёл в «Борнмут».
По окончании сезона 2019/2020 в связи с истечением контракта покинул «Ливерпуль» свободным агентом.

### Возвращение в «Кристал Пэлас»
После ухода из «Ливерпуля» Клайн тренировался вместе с «Кристал Пэлас», чтобы восстановить физическую форму. Он был зарегистрирован в команду до 23 лет. 14 октября 2020 года футболист присоединился к клубу по краткосрочному контракту. 25 января 2021 контракт был продлён до конца сезона. 6 августа 2021 было объявлено, что Клайн останется в клубе ещё на один сезон. В июне 2022 соглашение снова было продлено до 2023 года.

## Статистика выступлений за клуб
| Выступление      | Выступление      | Выступление      | Лига | Лига | Кубки | Кубки | Еврокубки | Еврокубки | Итого | Итого |
| Клуб             | Лига             | Сезон            | Игры | Голы | Игры  | Голы  | Игры      | Голы      | Игры  | Голы  |
| ---------------- | ---------------- | ---------------- | ---- | ---- | ----- | ----- | --------- | --------- | ----- | ----- |
| Кристал Пэлас    | Чемпионшип       | 2008/09          | 26   | 0    | 3     | 0     | —         | —         | 29    | 0     |
| Кристал Пэлас    | Чемпионшип       | 2009/10          | 22   | 1    | 6     | 0     | —         | —         | 28    | 1     |
| Кристал Пэлас    | Чемпионшип       | 2010/11          | 46   | 0    | 3     | 0     | —         | —         | 49    | 0     |
| Кристал Пэлас    | Чемпионшип       | 2011/12          | 28   | 0    | 3     | 0     | —         | —         | 31    | 0     |
| Кристал Пэлас    | Итого            | Итого            | 122  | 1    | 15    | 0     | —         | —         | 137   | 1     |
| Саутгемптон      | АПЛ              | 2012/13          | 34   | 1    | —     | —     | —         | —         | 34    | 1     |
| Саутгемптон      | АПЛ              | 2013/14          | 25   | 0    | 4     | 1     | —         | —         | 29    | 1     |
| Саутгемптон      | АПЛ              | 2014/15          | 35   | 2    | 6     | 1     | —         | —         | 41    | 3     |
| Саутгемптон      | Итого            | Итого            | 94   | 3    | 10    | 2     | —         | —         | 104   | 5     |
| Ливерпуль        | АПЛ              | 2015/16          | 33   | 1    | 5     | 1     | 14        | 0         | 52    | 2     |
| Ливерпуль        | АПЛ              | 2016/17          | 37   | 0    | 4     | 0     | —         | —         | 41    | 0     |
| Ливерпуль        | АПЛ              | 2017/18          | 3    | 0    | —     | —     | 2         | 0         | 5     | 0     |
| Ливерпуль        | АПЛ              | 2018/19          | 4    | 0    | 1     | 0     | —         | —         | 5     | 0     |
| Ливерпуль        | АПЛ              | 2019/20          | —    | —    | —     | —     | —         | —         | 0     | 0     |
| Ливерпуль        | Итого            | Итого            | 77   | 1    | 10    | 1     | 16        | 0         | 103   | 2     |
| Борнмут          | АПЛ              | 2018/19          | 14   | 0    | 1     | 0     | —         | —         | 15    | 0     |
| Борнмут          | Итого            | Итого            | 14   | 0    | 1     | 0     | —         | —         | 15    | 0     |
| Кристал Пэлас    | АПЛ              | 2020/21          | —    | —    | —     | —     | —         | —         | 0     | 0     |
| Кристал Пэлас    | Итого            | Итого            | —    | —    | —     | —     | —         | —         | 0     | 0     |
| Всего за карьеру | Всего за карьеру | Всего за карьеру | 307  | 5    | 36    | 3     | 16        | 0         | 359   | 8     |

## Карьера в сборной
Выступал за сборные Англии до 19 и до 21 года.
15 ноября 2014 года дебютировал в составе сборной Англии в матче отборочного турнира ЧЕ 2016 со сборной Словении, который завершился победой англичан со счётом 3:1.

## Статистика выступлений за сборную
| Матчи Натаниэла Клайна за сборную Англии | Матчи Натаниэла Клайна за сборную Англии | Матчи Натаниэла Клайна за сборную Англии | Матчи Натаниэла Клайна за сборную Англии | Матчи Натаниэла Клайна за сборную Англии | Матчи Натаниэла Клайна за сборную Англии |
| №                                        | Дата                                     | Оппонент                                 | Счёт                                     | Мячи                                     | Соревнование                             |
| ---------------------------------------- | ---------------------------------------- | ---------------------------------------- | ---------------------------------------- | ---------------------------------------- | ---------------------------------------- |
| 1                                        | 15 ноября 2014                           | Словения                                 | 3:1                                      | -                                        | Отборочный матч ЧЕ 2016                  |
| 2                                        | 18 ноября 2014                           | Шотландия                                | 3:1                                      | -                                        | Товарищеский матч                        |
| 3                                        | 27 марта 2015                            | Литва                                    | 4:0                                      | -                                        | Отборочный матч ЧЕ 2016                  |
| 4                                        | 31 марта 2015                            | Италия                                   | 1:1                                      | -                                        | Товарищеский матч                        |
| 5                                        | 14 июня 2015                             | Словения                                 | 3:2                                      | -                                        | Товарищеский матч                        |
| 6                                        | 5 сентября 2015                          | Сан-Марино                               | 6:0                                      | -                                        | Отборочный матч ЧЕ 2016                  |
| 7                                        | 8 сентября 2015                          | Швейцария                                | 2:0                                      | -                                        | Отборочный матч ЧЕ 2016                  |
| 8                                        | 9 октября 2015                           | Эстония                                  | 2:0                                      | -                                        | Отборочный матч ЧЕ 2016                  |
| 9                                        | 17 ноября 2015                           | Франция                                  | 2:0                                      | -                                        | Товарищеский матч                        |
| 10                                       | 26 марта 2016                            | Германия                                 | 3:2                                      | -                                        | Товарищеский матч                        |
| 11                                       | 29 марта 2016                            | Нидерланды                               | 1:2                                      | -                                        | Товарищеский матч                        |
| 12                                       | 27 мая 2016                              | Австралия                                | 2:1                                      | -                                        | Товарищеский матч                        |
| 13                                       | 20 июня 2016                             | Словакия                                 | 0:0                                      | -                                        | ЧЕ 2016. Групповая стадия                |

## Достижения

### Командные достижения
«Ливерпуль»
- Финалист Лиги чемпионов УЕФА: 2017/18

«Кристал Пэлас»
- Обладатель Кубка Англии: 2024/25
- Обладатель Суперкубка Англии: 2025

### Личные достижения
- Молодой игрок года в «Кристал Пэлас»: 2009, 2010
- Молодой игрок года в Футбольной лиге: 2010
- Игрок года в «Кристал Пэлас»: 2011
- Игрок месяца в Чемпионшипе Футбольной лиги: октябрь 2011
- Член символической сборной сезона в Чемпионшипе Футбольной лиги: 2011/12